# Peoples Football Stadium
Das Peoples Football Stadium ist ein Stadion in Port Grand, Karatschi, Sindh, Pakistan. Es hat eine Kapazität von 40.000 Plätzen. 2016 besiegte hier Pakistan Army FC den PIA FC in der nationalen Fußballmeisterschaft im Stadion. Es ist das Heimstadion des HBL FC sowie der pakistanischen Fußballnationalmannschaft. Im Stadion werden einige Spiele der Karachi Football League ausgetragen. Zudem fand hier die Fußball-Südasienmeisterschaft 2005 statt.